# Kwak Jae-yong
Dans ce nom coréen, le nom de famille, Kwak, précède le nom personnel.
Kwak Jae-yong, né à Suwon en Corée du Sud le 22 mai 1959, est un réalisateur, scénariste et producteur sud-coréen.

## Biographie
Titulaire d'une maîtrise de physique de l'université Kyung Hee, il se fait remarquer en 1989 avec son premier long métrage, Watercolor Painting in a Rainy Day, au visuel raffiné et à la musique envoûtante. 
Après deux autres films, Autumn Trip (1991) et Watercolor Painting in a Rainy Day 2 (1993), et une longue absence, il écrit et réalise la comédie romantique My Sassy Girl (2001). Le film connaît un succès retentissant en Corée et dans tout le reste de l'Asie. 
Il reforme ensuite le tandem avec l'actrice Jun Ji-hyun pour une nouvelle comédie romantique, Windstruck, qu'il coproduit avec Hong Kong. C'est à nouveau un énorme succès. Kwak Jae-yong prépare alors Ark, un long métrage en trois dimensions.

## Filmographie

### Réalisateur
- 1989 : Watercolor Painting in a Rainy Day
- 1992 : Autumn Trip
- 1993 : Watercolor Painting in a Rainy Day 2
- 2002 : My Sassy Girl
- 2003 : The Classic
- 2004 : Windstruck
- 2007 : My Mighty Princess
- 2008 : Cyborg Girl
- 2016 : Time Renegades (시간이탈자)
- 2017 : Kaze no iro (風の色?)